# Maisie Lockwood
Maisie Lockwood è un personaggio immaginario del franchise di Jurassic Park.
Il personaggio fa la sua prima apparizione nel quinto film della saga, Jurassic World - Il regno distrutto (2018), diretto da Juan Antonio Bayona, in cui è interpretato da Isabella Sermon, alla sua prima apparizione cinematografica. Maisie è una delle tre figure centrali della trilogia di Jurassic World, accanto ai genitori adottivi, Owen Grady e Claire Dearing. Inizialmente viveva con il nonno Benjamin Lockwood, ex socio di John Hammond, ma dopo la sua morte viene accolta da Owen e Claire. Maisie è il frutto della bioingegneria genetica, essendo stata clonata dalla genetista Charlotte Lockwood, sua madre biologica.
In Jurassic World - Il regno distrutto, Maisie appare come nipote di Benjamin Lockwood; tuttavia, viene rivelato che è un clone della sua defunta figlia, creato dal nonno stesso. Il co-sceneggiatore Colin Trevorrow ha introdotto questo elemento per approfondire le implicazioni dell'ingegneria genetica. Sermon riprende il ruolo in Jurassic World - Il dominio (2022), dove il personaggio sviluppa un forte legame con Beta, la prole asessuata del Velociraptor Blue. Maisie e Beta vengono successivamente rapite dalla Biosyn per scopi di ricerca, spingendo Owen e Claire a intraprendere una missione per salvarle. Durante la prigionia, Maisie scopre di essere stata clonata direttamente da Charlotte, che l'ha generata in modo asessuato, assumendo così un doppio ruolo di figlia e "madre". Trevorrow ha dichiarato che il legame madre-figlia tra Maisie e Charlotte era stato concepito sin dall'inizio della trilogia.
Maisie è anche protagonista della serie di libri Jurassic World: Maisie Lockwood Adventures, scritta nel 2022 da Tess Sharpe. Ambientati tra i due film, questi racconti esplorano la sua vita in un mondo popolato da dinosauri.
L'accoglienza critica di Maisie è stata mista ma prevalentemente positiva. Sebbene la sua storia come clone e le sue origini abbiano diviso le opinioni, l'interpretazione di Isabella Sermon è stata elogiata, e alcuni critici considerano Maisie uno dei personaggi più interessanti dell'intera saga di Jurassic Park.

## Biografia del personaggio

### Jurassic World - Il regno distrutto(2018)
È una bambina di circa nove anni, che vive con suo nonno Benjamin Lockwood, che l'ha accolta dopo la morte di sua madre Charlotte in un incidente stradale. Maisie risiede nella residenza Lockwood, dove è accudita dalla governante Iris.
Affascinata dai dinosauri, Maisie spesso gioca imitando i loro versi. Tuttavia, nonostante la sua curiosità riguardo alla madre, Benjamin le vieta di vedere le sue foto per evitare che scopra le sue origini. Un giorno, rimane colpita da un video in cui Owen Grady addestra Blue e altri giovani Velociraptor. Quando scopre il piano di Eli Mills di vendere i dinosauri di Isla Nublar all'asta, lo rivela a suo nonno che poi viene soffocato da Mills. Dopo la morte di Benjamin, Mills assume la tutela di Maisie e allontana Iris.  
Quando Owen e Claire incontrano Maisie, lei riconosce Owen dal video e Claire da una conversazione sentita tra Benjamin e Mills. Owen e Claire instaurano presto un legame con lei, confortandola per la perdita del nonno. Tuttavia, Mills ostacola i loro tentativi di proteggerla e rivela che Maisie è in realtà un clone della figlia di Lockwood.
Successivamente, Maisie viene inseguita dall'Indoraptor all'interno della residenza, ma Owen e Claire la salvano con l'aiuto di Blue, che riesce a sconfiggere il predatore. Quando una perdita di acido cianidrico minaccia i dinosauri rimasti nella villa, Maisie decide di liberarli, sentendosi affine a loro per via della propria natura di clone e ritenendo che meritino la libertà. Alla fine, Owen e Claire la accolgono nella loro famiglia e la crescono come una normale adolescente, accettando le sue origini particolari.

### Jurassic World - Il dominio(2022)
Quattro anni dopo gli eventi nella residenza, Maisie vive nascosta con Owen e Claire nelle Sierra Nevada. Ora quattordicenne, si sente oppressa dalla reclusione e inizia a esplorare di nascosto la città, tormentata dal mistero della sua identità di clone. Un giorno, Blue, il velociraptor addestrato da Owen, si presenta con un cucciolo, che Maisie chiama Beta.
Maisie e Beta vengono poi rapite dai mercenari della Biosyn Genetics, guidati dal CEO Lewis Dodgson, e portate nelle Dolomiti italiane. Presso la Biosyn, Maisie scopre la verità su Charlotte Lockwood: non solo è stata clonata, ma Charlotte era anche la sua madre biologica, avendola generata manipolando il proprio ovulo. Prima di morire a causa di una malattia genetica, Charlotte era riuscita a curare Maisie modificandone il DNA.
Il Dr. Henry Wu, scienziato della Biosyn, vuole studiare Maisie e Beta per risolvere il problema delle locuste giganti geneticamente modificate dalla Biosyn, che ora minacciano l'ecosistema globale. Maisie riesce a fuggire e si unisce ad Alan Grant e Ellie Sattler per fermare i piani della Biosyn. Alla fine, si ricongiunge con Owen e Claire, mentre Beta torna a Blue.

## Concezione e sviluppo
Il regno distrutto e Il dominio sono stati co-scritti da Colin Trevorrow, che ha anche diretto quest'ultimo. Trevorrow ha introdotto il tema della clonazione umana per approfondire l'impatto del potere genetico nell'universo di Jurassic Park. Secondo Trevorrow, il concetto di clonazione umana è più realistico e toccante rispetto a quello dei dinosauri, rendendo la narrazione più vicina e significativa.
Il produttore esecutivo Steven Spielberg ha supportato l'idea della clonazione umana, vedendo in essa un'opportunità per sollevare nuove questioni nei film successivi. Tuttavia, Trevorrow era inizialmente incerto su come il pubblico avrebbe accolto questo tema. J. A. Bayona, regista di Il regno distrutto, ha affermato che il tema della clonazione umana è in linea con lo spirito di Michael Crichton, autore dei romanzi Jurassic Park e Il mondo perduto. Bayona ha suggerito che la storia di Maisie rappresenta ciò che Crichton avrebbe potuto esplorare ai giorni nostri.
La storia di Maisie come figlia di Charlotte è stata pianificata fin dall'inizio da Trevorrow, che ha collaborato con la co-sceneggiatrice Emily Carmichael per creare una trama emotivamente coinvolgente. Trevorrow ha sottolineato che Maisie non è stata concepita solo come "sostituto" di qualcuno, ma come un personaggio con una profonda storia personale. Per il ruolo è stata scelta l'attrice esordiente Isabella Sermon, dopo un casting di oltre 2 500 candidate.
Inizialmente, Trevorrow aveva pensato di far interpretare Charlotte dalla stessa Sermon, invecchiandole il volto digitalmente, ma alla fine per il ruolo è stata scelta Elva Trill, grazie alla sua somiglianza con l'attrice e alla qualità della sua recitazione. La scena in cui Maisie è inseguita dall'Indoraptor è stata descritta da Bayona come una "fiaba gotica", paragonando Maisie a una principessa nella torre inseguita da un "drago".

## Accoglienza
L'introduzione dei personaggi di Benjamin e Maisie Lockwood in Jurassic World - Il regno distrutto ha suscitato reazioni contrastanti tra i critici. Graeme McMillan di The Hollywood Reporter ha osservato che questa scelta rende "immediatamente noioso" il resto del franchise, ritenendo che i dinosauri siano il cuore della saga e che concentrarsi sulla clonazione umana modifichi l'essenza della storia.
Ben Kuchera di Polygon ha espresso delusione nello scoprire che Maisie fosse solo un clone umano, giudicando lo sviluppo del personaggio poco incisivo e il colpo di scena privo di impatto.
Al contrario, Liz Young di MovieWeb ha evidenziato un parallelismo tra Maisie e i dinosauri, suggerendo che la sua presenza funzioni come metafora dell'impatto dei dinosauri sulla società.
Anche Matt Goldberg di Collider ha trovato il film prevedibile e il colpo di scena del clone "ridicolmente stupido". Nick Bartlett di /Film ha invece sottolineato che l'arco narrativo di Maisie in Il dominio è stato poco sviluppato, pur lodando la performance di Isabella Sermon.
Michael John Petty di Collider ha elogiato l'interpretazione di Sermon, ma ha trovato deludente la spiegazione delle origini di Maisie ne Il dominio. Thomas Bacon di Screen Rant ha criticato la retcon della storia delle origini di Maisie.
Saim Cheeda di Screen Rant ha valutato positivamente l'arco narrativo di Maisie, classificandolo come il secondo migliore della serie e sottolineandone l'evoluzione da bambina impaurita a giovane determinata a preservare l'eredità della madre biologica.